# Tegrodera aloga
Tegrodera aloga är en skalbaggsart som beskrevs av Henry Skinner 1903. Tegrodera aloga ingår i släktet Tegrodera och familjen oljebaggar. Inga underarter finns listade i Catalogue of Life.